# Nils Kjellén
Nils Kjellén, tidigare Kjellström, född 23 mars 1730 i Kättilstads församling, Östergötlands län, död 20 oktober 1808 i Borg och Löts församling, Östergötlands län, var en svensk präst.

## Biografi
Kjellén föddes 1730 i Kättilstads församling. Han var son till bonden Olof Mattsson och Anna Alexandersdotter i Kättilstad. Kjellén studerade i Linköping och blev 1750 student vid Uppsala universitet. Han prästvigdes 18 mars 1758 till huspredikant på Händelö gård, Dagsbergs församling. Kjellén blev 10 januari 1759 komminister i Styrstads församling och avlade 16 maj 1771 pastoralexamen. Han blev 1 oktober 1783 kyrkoherde i Borgs församling, tillträde 1784 vilken 1803 tillsammans med Löts församling uppgick i Borg och Löts församling. Han avled 1808 i Borg och Löts församling och begravdes 28 oktober samma år.

### Familj
Kjellén gifte sig 20 maj 1759 med Brita Christina Schollin (1735–1810). Hon var dotter till kyrkoherden Johan Schollin och Brita Christina Kjellander i Styrstads församling. De fick tillsammans barnen Eva Stina Kjellén (1760–1817) som var gift med hattmakaren Pehr Värnberg i Norrköping, Carl Johan Kjellén (1761–1761), Fredrica Ulrica Kjellén (1762–1780), Catharina Gustava Charlotta Kjellén som var gift med komministern S. Cederlöf i Östra Husby församling, Anna Helena Kjellén (1766–1766), Alexander Olof Kjellén (1767–1767), Anna Helena Kjellén som var gift med brukspredikanten J. Hultgren vid Cedersbergs glasbruk, Vist församling, Johan Olof Kjellén (1770–1770), Nils Adam Kjellén (1773–1773), bataljonspredikanten Nils Adam Kjellén och Brita Lovisa Kjellén (1777–1798).